# Campeonato Europeo de Voleibol Femenino de 2013
El XXVIII Campeonato Europeo de Voleibol Femenino se celebró conjuntamente en Alemania y Suiza entre el 6 y el 14 de septiembre de 2013 bajo la organización de la Confederación Europea de Voleibol (CEV), la Federación Alemana de Voleibol y la Federación Suiza de Voleibol.

## Sedes
| Grupo                         | Ciudad   | Instalación                      | Capacidad |
| ----------------------------- | -------- | -------------------------------- | --------- |
| A                             | Halle    | Estadio Gerry Weber              |           |
| B, octavos y cuartos de final | Zúrich   | Hallenstadion                    |           |
| C, octavos y cuartos de final | Dresde   | EnergieVerbund Arena             |           |
| D                             | Schwerin | Pabellón de Deportes y Congresos |           |
| Semifinales y final           | Berlín   | Pabellón Max Schmeling           |           |

## Grupos
| Grupo A      | Grupo B | Grupo C     | Grupo D         |
| ------------ | ------- | ----------- | --------------- |
| Alemania     | Suiza   | Rusia       | Polonia         |
| Turquía      | Italia  | Azerbaiyán  | Serbia          |
| España       | Bélgica | Croacia     | Bulgaria        |
| Países Bajos | Francia | Bielorrusia | República Checa |

## Primera fase
Todos los partidos en la hora local de Alemania y Suiza (UTC+2).

### Grupo A
| Equipo       | J | G | P | SG | SP | PG  | PP  | DP    | PTS |
| ------------ | - | - | - | -- | -- | --- | --- | ----- | --- |
| Alemania     | 3 | 3 | 0 | 9  | 2  | 261 | 221 | 1,181 | 8   |
| Turquía      | 3 | 2 | 1 | 6  | 5  | 258 | 222 | 1,162 | 5   |
| Países Bajos | 3 | 1 | 2 | 7  | 6  | 280 | 273 | 1,025 | 5   |
| España       | 3 | 0 | 3 | 0  | 9  | 142 | 225 | 0,631 | 0   |

- Resultados

| Fecha | Hora  | Partido¹     | Partido¹ | Partido¹     | Resultado |
| ----- | ----- | ------------ | -------- | ------------ | --------- |
| 06.09 | 17:00 | Alemania     | -        | España       | 3-0       |
| 06.09 | 20:00 | Países Bajos | -        | Turquía      | 2-3       |
| 07.09 | 17:00 | Alemania     | -        | Países Bajos | 3-2       |
| 07.09 | 20:00 | España       | -        | Turquía      | 0-3       |
| 08.09 | 15:00 | España       | -        | Países Bajos | 0-3       |
| 08.09 | 18:00 | Turquía      | -        | Alemania     | 0-3       |

- (¹) – Todos en Halle.

### Grupo B
| Equipo  | J | G | P | SG | SP | PG  | PP  | DP    | PTS |
| ------- | - | - | - | -- | -- | --- | --- | ----- | --- |
| Bélgica | 3 | 3 | 0 | 9  | 2  | 270 | 221 | 1,222 | 9   |
| Italia  | 3 | 2 | 1 | 7  | 4  | 253 | 207 | 1,222 | 6   |
| Francia | 3 | 1 | 2 | 5  | 8  | 256 | 286 | 0,895 | 2   |
| Suiza   | 3 | 0 | 3 | 2  | 9  | 191 | 256 | 0,746 | 1   |

- Resultados

| Fecha | Hora  | Partido¹ | Partido¹ | Partido¹ | Resultado |
| ----- | ----- | -------- | -------- | -------- | --------- |
| 06.09 | 18:00 | Italia   | -        | Suiza    | 3-0       |
| 06.09 | 20:30 | Francia  | -        | Bélgica  | 1-3       |
| 07.09 | 15:00 | Italia   | -        | Francia  | 3-1       |
| 07.09 | 18:00 | Suiza    | -        | Bélgica  | 0-3       |
| 08.09 | 15:30 | Francia  | -        | Suiza    | 3-2       |
| 08.09 | 18:30 | Bélgica  | -        | Italia   | 3-1       |

- (¹) – Todos en Zúrich.

### Grupo C
| Equipo      | J | G | P | SG | SP | PG  | PP  | DP    | PTS |
| ----------- | - | - | - | -- | -- | --- | --- | ----- | --- |
| Rusia       | 3 | 3 | 0 | 9  | 2  | 274 | 228 | 1,202 | 9   |
| Croacia     | 3 | 2 | 1 | 7  | 3  | 242 | 206 | 1,175 | 6   |
| Bielorrusia | 3 | 1 | 2 | 4  | 7  | 214 | 262 | 0,817 | 3   |
| Azerbaiyán  | 3 | 0 | 3 | 1  | 9  | 211 | 245 | 0,861 | 0   |

- Resultados

| Fecha | Hora  | Partido¹    | Partido¹ | Partido¹    | Resultado |
| ----- | ----- | ----------- | -------- | ----------- | --------- |
| 06.09 | 17:30 | Azerbaiyán  | -        | Croacia     | 0-3       |
| 06.09 | 20:30 | Bielorrusia | -        | Rusia       | 1-3       |
| 07.09 | 17:30 | Azerbaiyán  | -        | Bielorrusia | 1-3       |
| 07.09 | 20:30 | Croacia     | -        | Rusia       | 1-3       |
| 08.09 | 15:00 | Bielorrusia | -        | Croacia     | 0-3       |
| 08.09 | 18:00 | Rusia       | -        | Azerbaiyán  | 3-0       |

- (¹) – Todos en Dresde.

### Grupo D
| Equipo          | J | G | P | SG | SP | PG  | PP  | DP    | PTS |
| --------------- | - | - | - | -- | -- | --- | --- | ----- | --- |
| Serbia          | 3 | 2 | 1 | 8  | 4  | 286 | 256 | 1,117 | 7   |
| República Checa | 3 | 2 | 1 | 6  | 7  | 289 | 288 | 1,003 | 4   |
| Polonia         | 3 | 1 | 2 | 6  | 7  | 281 | 288 | 0,976 | 4   |
| Bulgaria        | 3 | 1 | 2 | 6  | 8  | 290 | 314 | 0,924 | 3   |

- Resultados

| Fecha | Hora  | Partido¹        | Partido¹ | Partido¹        | Resultado |
| ----- | ----- | --------------- | -------- | --------------- | --------- |
| 06.09 | 17:00 | Serbia          | -        | Bulgaria        | 2-3       |
| 06.09 | 20:00 | República Checa | -        | Polonia         | 3-2       |
| 07.09 | 17:00 | Serbia          | -        | República Checa | 3-0       |
| 07.09 | 20:00 | Bulgaria        | -        | Polonia         | 1-3       |
| 08.09 | 15:00 | República Checa | -        | Bulgaria        | 3-2       |
| 08.09 | 18:00 | Polonia         | -        | Serbia          | 1-3       |

- (¹) – Todos en Schwerin.

## Fase final
Todos los partidos en la hora local de Alemania y Suiza (UTC+2).

### Clasificación a cuartos
| Fecha | Hora  | Partido¹        | Partido¹ | Partido¹     | Resultado |
| ----- | ----- | --------------- | -------- | ------------ | --------- |
| 10.09 | 17:00 | Turquía         | -        | Bielorrusia  | 3-0       |
| 10.09 | 20:00 | Croacia         | -        | Países Bajos | 3-2       |
| 10.09 | 17:30 | Italia          | -        | Polonia      | 3-0       |
| 10.09 | 20:30 | República Checa | -        | Francia      | 2-3       |

- (¹) – Los primeros dos en Halle y los dos últimos en Zúrich.

### Cuartos de final
| Fecha | Hora  | Partido¹ | Partido¹ | Partido¹ | Resultado |
| ----- | ----- | -------- | -------- | -------- | --------- |
| 11.09 | 17:00 | Alemania | -        | Croacia  | 3-0       |
| 11.09 | 20:00 | Rusia    | -        | Turquía  | 3-0       |
| 11.09 | 17:30 | Bélgica  | -        | Francia  | 3-2       |
| 11.09 | 20:30 | Serbia   | -        | Italia   | 3-0       |

- (¹) – Los primeros dos en Halle y los dos últimos en Zúrich.

### Semifinales
| Fecha | Hora  | Partido¹ | Partido¹ | Partido¹ | Resultado |
| ----- | ----- | -------- | -------- | -------- | --------- |
| 13.09 | 17:00 | Rusia    | -        | Serbia   | 3-0       |
| 13.09 | 20:00 | Alemania | -        | Bélgica  | 3-2       |

- (¹) – Todos en Berlín.

### Tercer lugar
| Fecha | Hora  | Partido¹ | Partido¹ | Partido¹ | Resultado |
| ----- | ----- | -------- | -------- | -------- | --------- |
| 14.09 | 17:00 | Bélgica  | -        | Serbia   | 3-2       |

- (¹) – En Berlín.

### Final
| Fecha | Hora  | Partido¹ | Partido¹ | Partido¹ | Resultado |
| ----- | ----- | -------- | -------- | -------- | --------- |
| 14.09 | 20:00 | Alemania | -        | Rusia    | 1-3       |

- (¹) – En Berlín.

## Medallero
|       |          |         |
| Rusia | Alemania | Bélgica |

## Estadísticas

### Clasificación general
| 1. Rusia            |
| 2. Alemania         |
| 3. Bélgica          |
| 4. Serbia           |
| 5. Croacia          |
| 6. Italia           |
| 7. Turquía          |
| 8. Francia          |
| 9. Países Bajos     |
| 10. República Checa |
| 11. Polonia         |
| 12. Bielorrusia     |
| 13. Bulgaria        |
| 14. Suiza           |
| 15. Azerbaiyán      |
| 16. España          |